# 黄帝四経

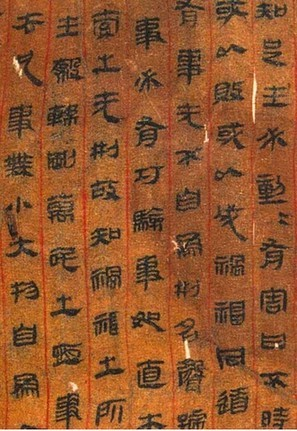
馬王堆帛書『黄帝四経』

『黄帝四経』（こうていしけい、こうていしきょう）は、古代中国戦国時代ごろの政治思想書。諸子百家の道家と法家が混ざった「黄老思想」の重要資料。長らく佚書となっていたが、1973年出土の馬王堆帛書の中に本書と推定される書物が発見された。
『経法』『経』（または『十六経』『十大経』）『称』『道原』の4篇からなる。『黄帝書』『老子乙本巻前古佚書』などとも呼ばれる。

## 内容
以下の4篇からなる。釈読によって篇名が異なる場合もある。
1. 『経法』
以下の各篇からなる: 道法・国次・君正・六分・四度・論・亡論・論約・名理
2. 『経』または『十六経』『十大経』
以下の各篇からなる: 立命・観・五正・果童・正乱・姓争・雌雄節・兵容・成法・三禁・本伐・前道・行守・順道・十大
3. 『称』
4. 『道原』

主な内容は道家と法家が混ざった政治哲学・法哲学（黄老思想・刑名思想・道法思想）だが、墨家的な尚同尚賢思想、兵家思想、数術的な陰陽刑徳思想、天人相関思想、道や天に関する宇宙論、黄帝とその臣下や蚩尤に関する中国神話の要素も含む。
本書は題名通り黄帝に仮託されている。実際の作者は不詳で、成立年代・成立地域についても諸説ある。筆写の字体は隷書に近い。

## 伝世文献との関係
『漢書』芸文志には、黄帝や臣下の力牧に仮託された多分野の書物が著録されている。その中で、道家の書物として「黄帝四経四篇」が「黄帝銘六篇」「黄帝君臣十篇」「雑黄帝五十八篇」「力牧二十二篇」と並び著録されている。『漢書』芸文志の後、本書は佚書となった。『隋書』経籍志には著録されておらず、道経部の文中で「黄帝四篇」として言及されるに留まっている。
本書と重複または類似する記述が、『国語』越語下篇（范蠡に関する記述）や『慎子』『管子』『鶡冠子』『文子』『淮南子』などに見られる。
複数の伝世文献に「黄帝曰」「黄帝書曰」といった記述も見られるが、必ずしも本書の引用ではない。

## 出土
1973年出土の馬王堆帛書は、約30篇の多分野の書物からなる。その中には2つの『老子』異本があり、「老子甲本」「老子乙本」と命名された。「老子甲本」の後ろには『五行』『九主（伊尹九主）』『明君』『徳聖』の4篇が付いており、「老子甲本巻後古佚書」と総称された。一方「老子乙本」の前には『経法』『経（十六経・十大経）』『称』『道原』の4篇が付いており、「老子乙本巻前古佚書」と総称された。
当時の学者・唐蘭は、この「老子乙本巻前古佚書」を『漢書』芸文志の「黄帝四経四篇」と同定した。この同定は当時から異論もあるが、主流の説となっている。
本書が出土するまで、黄老思想の現存資料は乏しかったため、本書の出土は学界の注目を集めた。また文革中の儒法闘争による法家再評価も注目の一因になった。

## 訳注書
- 澤田多喜男『黄帝四経 馬王堆漢墓帛書老子乙本巻前古佚書』知泉書館、2006年。ISBN 4-901654-77-2。

ほか、複数の部分訳がある。東方書店「馬王堆出土文献訳注叢書」には収録されていない。